# 食品総合研究所
食品総合研究所（しょくひんそうごうけんきゅうじょ、英語: National Food Research Institute,NFRI）は、農業・食品産業技術総合研究機構の研究所の一つ。

## 概要
- 所在：茨城県つくば市観音台二丁目1番地12
- 所長：大谷敏郎

## 沿革
- 1934年（昭和9年） - 農林省米穀局に米穀利用研究所を設置。
- 1944年（昭和19年） - 食糧管理局研究所となる。
- 1947年（昭和22年） - 食糧研究所となる。
- 1949年（昭和24年） - 食糧庁の設置に伴い、その附属機関となる。
- 1972年（昭和47年） - 食品総合研究所に改組。
- 2001年（平成13年） - 独立行政法人化。
- 2006年（平成18年） - 農業・食品産業技術総合研究機構の内部研究所となる。
- 2016年（平成28年） - 農業・食品産業技術総合研究機構の食品研究部門となる[1]。